# EBU Circuit 2005/06
Der EBU Circuit 2005/2006 war die 19. Auflage dieser europäischen Turnierserie im Badminton.

## Die Wertungsturniere
| Turnier                                   | Austragungsort   | Termin                          |
| ----------------------------------------- | ---------------- | ------------------------------- |
| 1. Yonex Belgian International 2005       | Mechelen         | 8. – 11. September 2005         |
| 2. 34. Yonex Czech International 2005     | Ostrava          | 29. September – 2. Oktober 2005 |
| 3. Babolat Slovak International 2005      | Bratislava       | 6. – 9. Oktober 2005            |
| 4. 30. Yonex Hungarian International 2005 | Budapest         | 27. – 30. Oktober 2005          |
| 5. Norwegian International 2005           | Oslo             | 3. – 6. November 2005           |
| 6. Iceland International 2005             | Reykjavík        | 10. – 13. November 2005         |
| 7. Scottish International 2005            | Glasgow          | 24. – 27. November 2005         |
| 8. Yonex Irish International 2005         | Lisburn          | 8. – 11. Dezember 2005          |
| 9. Italian International 2005             | Rom              | 13. – 16. Dezember 2005         |
| 10. Austrian International 2006           | Wien             | 23. – 26. Februar 2006          |
| 11. Croatian International 2006           | Zagreb           | 2. – 5. März 2006               |
| 12. Swedish International Stockholm 2006  | Täby (Stockholm) | 9. – 12. März 2006              |
| 13. Romanian International 2006           | Timișoara        | 23. – 26. März 2006             |
| 14. Finnish International 2006            | Helsinki         | 30. März – 2. April 2006        |
| 15. 41. Portugal International 2006       | Caldas da Rainha | 20. – 23. April 2006            |

## Sieger
| Veranstaltung                   | Herreneinzel        | Dameneinzel      | Herrendoppel                       | Damendoppel                          | Mixed                                  |
| ------------------------------- | ------------------- | ---------------- | ---------------------------------- | ------------------------------------ | -------------------------------------- |
| Belgian International           | Anders Boesen       | Xu Huaiwen       | Ingo Kindervater Kristof Hopp      | Juliane Schenk Nicole Grether        | Kristof Hopp Birgit Overzier           |
| Czech International             | Przemysław Wacha    | Susan Hughes     | Chris Langridge Chris Tonks        | Nadieżda Kostiuczyk Kamila Augustyn  | Henri Hurskainen Johanna Persson       |
| Slovak International            | Przemysław Wacha    | Petya Nedelcheva | Jürgen Koch Peter Zauner           | Kamila Augustyn Nadieżda Kostiuczyk  | Jan Fröhlich Hana Milisová             |
| Hungarian International         | Anup Sridhar        | Atu Rosalina     | Jürgen Koch Peter Zauner           | Anastasia Russkikh Ekaterina Ananina | Vladimir Malkov Anastasia Russkikh     |
| Norwegian International         | Eric Pang           | Juliane Schenk   | Vidre Wibowo Imam Sodikin          | Nicole Grether Juliane Schenk        | Kristof Hopp Birgit Overzier           |
| Iceland International           | Jens-Kristian Leth  | Sara Persson     | Anders Kristiansen Simon Mollyhus  | Johanna Persson Elin Bergblom        | Henri Hurskainen Johanna Persson       |
| Scottish Open                   | Przemysław Wacha    | Ella Karachkova  | Imam Sodikin Andi Hartono          | Valeria Sorokina Nina Vislova        | Kristian Roebuck Jenny Wallwork        |
| Irish Open                      | Chetan Anand        | Ella Karachkova  | Mihail Popov Svetoslav Stoyanov    | Jenny Wallwork Sarah Bok             | Roman Spitko Carina Mette              |
| Italian International           | Joachim Persson     | Tine Rasmussen   | Simon Mollyhus Anders Kristiansen  | Nina Vislova Valeria Sorokina        | Vitaliy Durkin Marina Yakusheva        |
| Austrian International          | Joachim Persson     | Juliane Schenk   | Jürgen Koch Peter Zauner           | Cynthia Tuwankotta Atu Rosalina      | Ingo Kindervater Kathrin Piotrowski    |
| Croatian International          | Andrew Smith        | Petya Nedelcheva | Chris Tonks Chris Langridge        | Liza Parker Jenny Day                | Chris Langridge Jenny Day              |
| Swedish International Stockholm | Evgenij Isakov      | Elizabeth Cann   | Simon Archer Anthony Clark         | Miyuki Tai Noriko Okuma              | Nikolai Zuev Marina Yakusheva          |
| Romanian International          | Jan Vondra          | Petya Nedelcheva | Vladimir Metodiev Stilian Makarski | Petya Nedelcheva Diana Dimova        | Stilian Makarski Diana Dimova          |
| Finnish International           | Joachim Persson     | Petra Overzier   | Jonas Rasmussen Peter Steffensen   | Ekaterina Ananina Anastasia Russkikh | Jonas Rasmussen Britta Andersen        |
| Portugal International          | Michael Christensen | Yuan Wemyss      | Anders Kristiansen Simon Mollyhus  | Liza Parker Jenny Day                | Rasmus Andersen Mie Schjøtt-Kristensen |